# 天狗礫

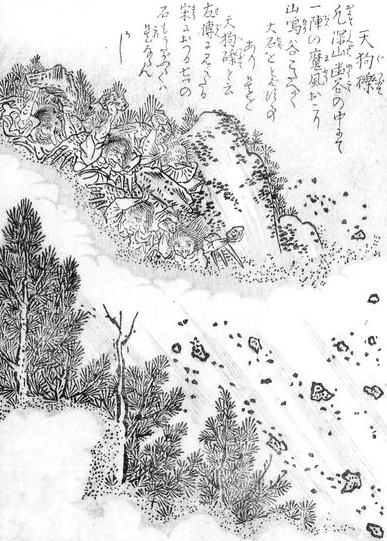
鳥山石燕《今昔百鬼拾遺》的「天狗礫」插畫。

天狗礫（平假名: てんぐつぶて）是指石塊從天而降的異常氣象。造成天狗礫的原因，傳說是天狗或妖狐造成，被天狗礫砸中者將染上怪病。
現代科學解釋則將其歸因於罕見的動物雨現象。

## 案例
- 平安時代史書《日本三代實錄》記載，9世紀末的秋田城曾發生天降石簇怪象。當時尚無天狗礫一說。
- 石川縣加賀市怪談集《聖城怪談錄》紀載，大聖寺神社神主曾目睹「隱形天狗礫」怪象。當時石如雨下，卻只聞石頭落地聲與落水之漣漪，而不見石頭本身。[2]
- 同樣發生在石川縣，據鄉土史家森田平次《金澤古蹟志》紀載，寶曆5年(1755年)3月間，在金澤市市中心多次降下天狗礫。[3]
- 嘉永7年(1855年)，江戶麴町一名蛋商的家中發生數次天狗礫，每次的落石數少則20-30塊，多則50-60塊。當事人以為是街坊閒人的惡作劇，奇怪的是每當他往某方向查看，石塊便會在反方向落下；而且即使被石塊砸中，也只會留下痛感而不留傷痕。蛋商的家因此風靡一時，為好事者爭相參訪。然隨著大眾關注度漸增，天狗礫現象也逐漸減少，終至消失。[4]
- 據明治9年(1876年)3月14日《東京繪入新聞》紀載，某位名叫中村繁次郎的男性家宅室內於3月10日正午發生天狗礫，石塊憑空從室內天花板出現並接連落下，持續近1小時。為了不驚動臥病在床的父親，中村謹守秘密，並與妻子一同向神明祈禱希望天狗礫停止，但卻適得其反，天狗礫變得更加猛烈。眼見祈禱無效，憤怒的中村拔刀空揮欲震懾鬼怪，仍不見效。此後每天，天狗礫都會在同時間降下。不堪其擾的中村只好報警，一時間里民蜂擁而至，謠言四起。一位名叫小林長永的人力車夫現身，自願為中村一家舉行告慰狐仙的儀式，中村欣然同意。該份文獻僅止於此，並沒有記載後續發展。[5]
- 據民俗學者柳田國男《遠野物語》記載，天狗礫是一隻二尾狐妖在夜間亂扔石頭所引起。隨著該狐妖被捕獲，天狗礫亦不再發生。